# タイムトライアルバイク

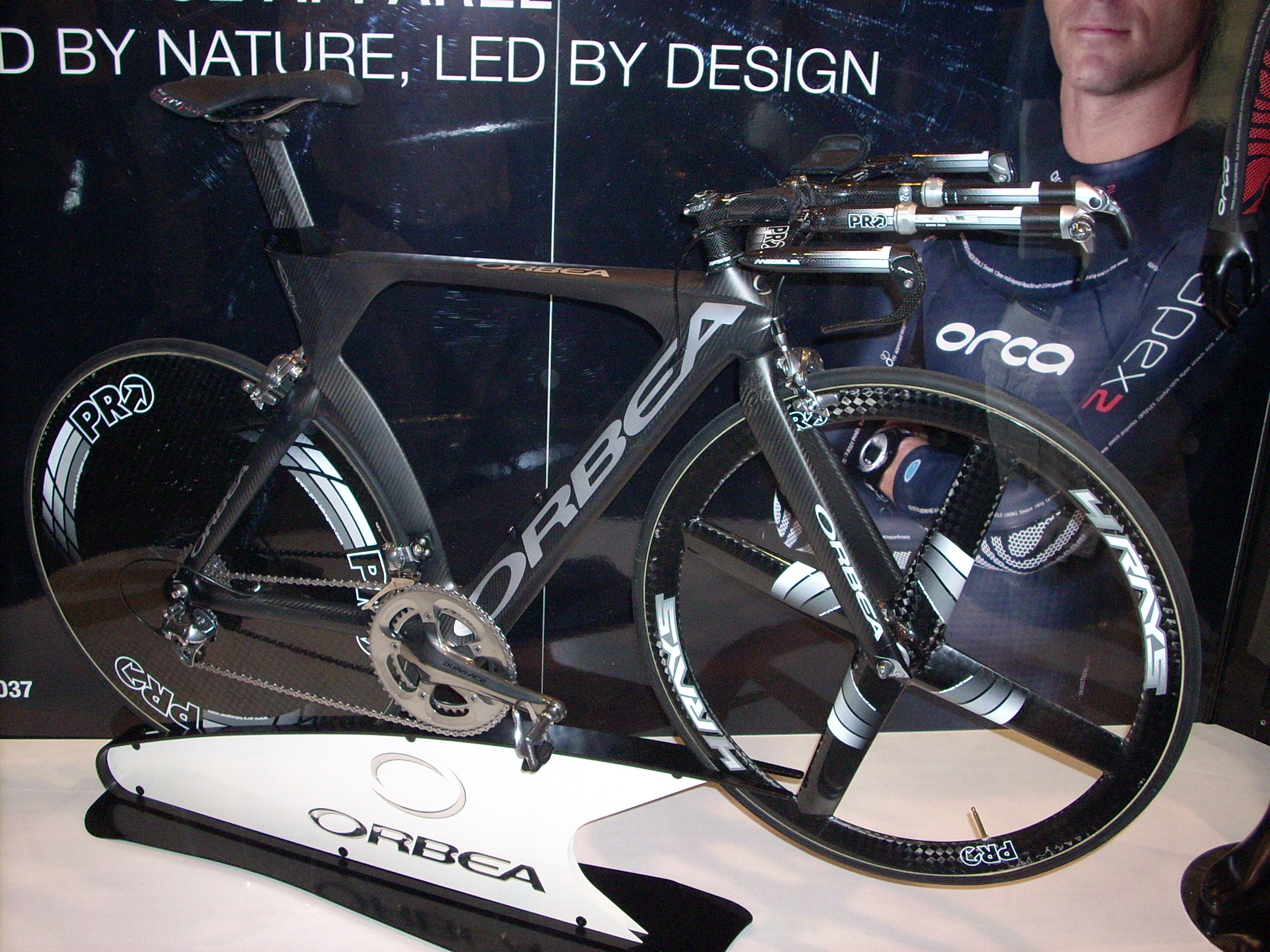
タイムトライアルバイク

タイムトライアルバイク（TTバイクなどとも）とは、自転車ロードレースのタイムトライアル競技(個人タイムトライアル(ITT)、チームタイムトライアル(TTT)等)に特化した競技用自転車である。

## 概要
自転車競技選手は自転車ロードレースにおけるタイムトライアル種目において、通常のロードバイクとは異なるタイムトライアルバイクを使用する事がルールで認められている。
通常のロードバイクとは異なり、多数のライダーが密集した集団での走行やゴールスプリントなど、高速域やハンドル捌きの難しい局面での使用を想定しておらず、操舵性や駆け引きでの優位性よりも空気抵抗の小ささを重視した設計となっている。またハンドルが低くなりがちなその形状の特性上、登坂にもあまり向かない。

## 装備
通常のロードバイクとの違いは枚挙に暇が無いが、最大の違いはハンドル部分である。通常のロードバイクに装備されるドロップハンドルではなく、ブルホーンハンドルとダウンヒルバー(DHバーとも)と呼ばれるハンドル部品とアームレストのセットを組み合わせ装備する。4つの角が突き出したような形状のハンドル中央寄りにあるアームレストに肘を乗せ、中央寄りにある二本のダウンヒルバーを握る体勢で自転車を漕ぐ。これらは上腕のみをハンドルに乗せることで、空気抵抗の小さい体勢を長時間維持しやすくするための工夫である。外側のブルホーンバーは主にコーナリングやダンシングなどハンドルを振る必要がある時に使われる。
外側のブルホーンバーの先端にはブレーキレバーが、中央寄りのダウンヒルバーの先端には変速レバーが装着される。そのため制動と変速を同時に行う事ができない、立ち漕ぎへの移行が遅い等、操作性はロードバイクには劣る。
ホイールは一般的には後輪にディスクホイールが、前輪にはディープリムホイール等が装着され、風にハンドルを取られない程度の最低限の操舵性を維持しつつ空気抵抗を減らすための機材が使用される。
その他ブレーキ形状・装着位置の工夫、前傾姿勢が強いロードバイクよりも垂直に近い角度のシートポスト、前方投影面積の最小化等、ライダーが高速巡航をするための工夫が随所にある。
以前は小径前輪のファニーバイクが多く使われ、チームタイムトライアル用では更にフロントフォークを逆オフセットにした物も存在したが、現在はUCIの規定によりロードレースでは姿を消した。

## その他
- TTバイクはあくまでも使用可能なバイクの一種なので、ジロ・デ・イタリアで行われるような山岳でのタイムトライアルでは、登坂性能に優れる通常のロードバイクが使用されることが多い。

- トライアスロンのバイクパートにおいては、ドラフティングや集団走行が禁じられている大会が大半であるため、TTバイクやUCI規定に縛られないTRIバイク利用する場合が多い。